# 395 Delia

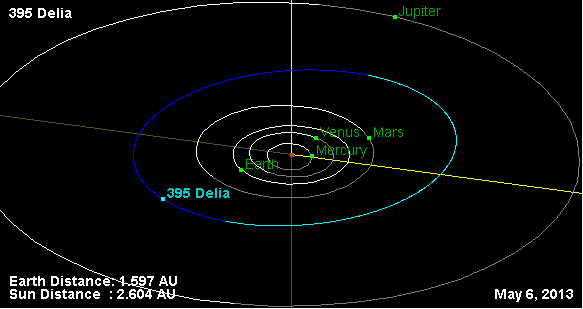

395 Delia è un asteroide della fascia principale scoperto il 30 novembre 1894 a Nizza dall'astronomo francese Auguste Charlois, del diametro medio di circa 50,98 km. Presenta un'orbita caratterizzata da un semiasse maggiore pari a 2,7855602 UA e da un'eccentricità di 0,0839224, inclinata di 3,35157° rispetto all'eclittica.
L'asteroide è dedicato a Delia, nella mitologia greca uno dei nomi con cui era nota Artemide, in onore dell'isola di Delo.